# NHL (1924/1925)
Sezon NHL 1924-1925 – był ósmym sezonem ligi NHL. Sześć zespołów rozegrało po 30 meczów. Puchar Stanleya zdobył zespół Victoria Cougars, a mistrzostwo playoff NHL Montreal Canadiens, który wystąpił w playoff dzięki temu że pierwsza drużyna Hamilton Tigers wycofała się z powodu sporu między zawodnikami a właścicielem klubu. W tym sezonie do NHL dołączył pierwszy zespół ze Stanów Zjednoczonych. Był nim Boston Bruins.
W tym sezonie dołączył również zespół Montreal Maroons. W tym sezonie przyznano po raz pierwszy nagrodę Lady Byng Memorial Trophy.

## Sezon zasadniczy
M = Mecze, W = Wygrane, P = Przegrane, R = Remisy, PKT = Punkty, GZ = Gole Zdobyte, GS = Gole Stracone, KwM = Kary w minutach
| Drużyna              | M  | W  | P  | R | PKT | GZ | GS  | KwM |
| -------------------- | -- | -- | -- | - | --- | -- | --- | --- |
| Hamilton Tigers      | 30 | 19 | 10 | 1 | 39  | 90 | 60  | 332 |
| Toronto St. Patricks | 30 | 19 | 11 | 0 | 38  | 90 | 84  | 249 |
| Montreal Canadiens   | 30 | 17 | 11 | 2 | 36  | 93 | 56  | 371 |
| Ottawa Senators      | 30 | 17 | 12 | 1 | 35  | 83 | 66  | 331 |
| Montreal Maroons     | 30 | 9  | 19 | 2 | 20  | 45 | 65  | 264 |
| Boston Bruins        | 30 | 6  | 24 | 0 | 12  | 49 | 119 | 264 |

### Najlepsi strzelcy
| Zawodnik       | Drużyna              | Mecze | Bramki | Asysty | Punkty |
| -------------- | -------------------- | ----- | ------ | ------ | ------ |
| Babe Dye       | Toronto St. Patricks | 29    | 38     | 6      | 44     |
| Cy Denneny     | Ottawa Senators      | 28    | 27     | 15     | 42     |
| Aurel Joliat   | Montreal Canadiens   | 24    | 29     | 11     | 40     |
| Howie Morenz   | Montreal Canadiens   | 30    | 27     | 7      | 34     |
| Billy Boucher  | Montreal Canadiens   | 30    | 18     | 13     | 31     |
| Jack Adams     | Toronto St. Patricks | 27    | 21     | 8      | 29     |
| Billy Burch    | Hamilton Tigers      | 27    | 20     | 4      | 24     |
| Red Green      | Hamilton Tigers      | 30    | 19     | 4      | 23     |
| Jimmy Herberts | Boston Bruins        | 30    | 17     | 5      | 22     |
| Hap Day        | Toronto St. Patricks | 26    | 10     | 12     | 22     |

## Playoff

### Prince of Wales Trophy
Montreal Canadiens – Toronto St. Patricks
| Data     | Drużyna            | Bramki | Drużyna              | Bramki |
| -------- | ------------------ | ------ | -------------------- | ------ |
| 11 marca | Montreal Canadiens | 3      | Toronto St. Patricks | 2      |
| 13 marca | Montreal Canadiens | 2      | Toronto St. Patricks | 0      |

Montreal wygrał bramkami 5 do 2

### Finał Puchary Stanleya
Montreal Canadiens vs. Victoria Cougars
| Data     | Wyjazd             | Bramki | Dom              | Bramki |
| -------- | ------------------ | ------ | ---------------- | ------ |
| Marca 21 | Montreal Canadiens | 2      | Victoria Cougars | 5      |
| Marca 23 | Montreal Canadiens | 1      | Victoria Cougars | 3      |
| Marca 27 | Montreal Canadiens | 4      | Victoria Cougars | 2      |
| Marca 30 | Montreal Canadiens | 1      | Victoria Cougars | 6      |

Victoria Cougars wygrała 3 do 1 i zdobyła Puchar Stanleya

## Nagrody
| Hart Memorial Trophy:      | Billy Burch, Hamilton Tigers   |
| Lady Byng Memorial Trophy: | Frank Nighbor, Ottawa Senators |